# Dendroleon kiungaensis
Dendroleon kiungaensis là một loài côn trùng trong họ Myrmeleontidae thuộc bộ Neuroptera. Loài này được New miêu tả năm 1990.